# Mame Madior Boye
Pour les articles homonymes, voir Madior et Boye.
Mame Madior Boye (), née le 7 décembre 1940 , est une femme d'État sénégalaise, ancienne Première ministre, la première femme à avoir exercé cette fonction au Sénégal.

## Biographie

### Origines familiales et études
Née à Saint-Louis en 1940, Mame Madior Boye est issue d'une famille de juristes. Son père fut d'abord greffier, puis huissier de justice. L'un de ses frères fut procureur général près la Cour suprême du Sénégal. Un autre, professeur de droit international privé, devint recteur de l'université de Dakar. 
Après des études au lycée Faidherbe de sa ville natale, elle intègre la Faculté de sciences juridiques et économiques de l'Université de Dakar en 1963, puis poursuit sa formation au Centre national d'études judiciaires (CNEJ) de Paris – devenu dans l'intervalle l'École nationale de la magistrature.

### Carrière judiciaire
Elle est successivement substitut du procureur de la République, première vice-présidente du tribunal régional de première classe de Dakar et présidente de chambre à la Cour d'appel. 
De 1990 à 2000 elle exerce des responsabilités au sein de la Compagnie bancaire de l'Afrique occidentale.

### Carrière politique
Mame Madior Boye n'est membre d'aucun parti. Après la victoire d'Abdoulaye Wade à l'élection présidentielle de 2000, elle est nommée ministre de la Justice en avril 2000, puis Première ministre le 3 mars 2001, après la démission de Moustapha Niasse. Elle est la première femme à accéder à ce poste au Sénégal. Durant son mandat, elle nomme des femmes aux postes de ministre déléguée aux Collectivités locales (Thiéo Cissé), ministre de la Santé (Awa Marie Coll Seck), ministre de la Famille et de la Petite Enfance (Awa Gueye Kebe), ministre du Commerce et de la Petite et Moyenne Entreprise (Aïcha Agne Pouye) et présidente du Haut-Conseil de l'audiovisuel (Aminata Niang Cissé). Elle a aussi inauguré la Bibliothèque nationale du Sénégal. Elle est remerciée le 4 novembre 2002 en raison de sa prise de position à l'occasion du naufrage du Joola en septembre 2002.
En septembre 2004, Alpha Oumar Konaré la nomme représentante spéciale de la Commission de l'Union africaine (UA), chargée de la protection des civils dans les zones de conflit. Basé à Dakar, son poste la conduit néanmoins à se déplacer beaucoup, au Darfour, en République centrafricaine, en Côte d’Ivoire, en République démocratique du Congo au Rwanda, au Burundi ou en Ouganda, où elle rencontre victimes, belligérants et responsables politiques.